# Hans Knecht
Pour les articles homonymes, voir Knecht.
Hans Knecht, né le 29 juin 1913 à Albisrieden (de) et mort le 8 mars 1986 à Zurich est un cycliste suisse. Il a été champion du monde sur route en 1938 en amateur en 1946 chez les professionnels.

## Palmarès
- 1938
  -  Champion du monde sur route amateur
  - Grand Prix de Zurich amateurs
- 1940
  - 3e du championnat de Suisse de poursuite
- 1941
  - 2e du championnat de Suisse de course de côte
  - 3e d'À travers Lausanne
  - 5e du Tour de Suisse
  - 5e du Grand Prix de Zurich
- 1942
  - 2e du championnat de Suisse sur route
  - 2e du Tour du Nord-Ouest de la Suisse
  - 3e du Grand Prix de Zurich
  - 3e du championnat de Suisse de cyclo-cross
  - 5e du Tour de Suisse
- 1943
  -  Champion de Suisse sur route
  - Tour du lac Léman
  - À travers Lausanne
- 1944
  - À travers Lausanne
  - Zurich-Lausanne
  - 3e du Grand Prix de Zurich
- 1945
  - 8e du Grand Prix de Zurich
- 1946
  -  Champion du monde sur route
  -  Champion de Suisse sur route
  - 2e du Tour du Nord-Ouest de la Suisse
- 1947
  -  Champion de Suisse sur route
  - Tour du Nord-Ouest de la Suisse
  - 2e des Six jours de Paris (avec Ferdi Kübler)
- 1948
  - 3e du Tour du Nord-Ouest de la Suisse